# Вежа Рінку Ґейт
Вежа Рінку Ґейт (яп. りんくうゲートタワービル) — хмарочос в Осаці, Японія. Висота 56-поверхового будинку становить 256 метрів і він є третім за висотою хмарочосом країни, це місце він ділить з Всесвітнім торговим центром, що теж розташований в Осаці. Будівництво було завершено в серпні 1996 року. Проект хмарочосу було розроблено архітектурною фірмою Nikken Sekkei у співробітництві з Yasui Architects & Engineers.
В будинку розташовані офіси, готель ANA Gate Tower та конференц-зала. На 26 поверсі розташовано оглядовий майданчик, з якого відкривається краєвид на океан.